# Enseignement du breton
L'enseignement du breton fait références à :
- l'enseignement de la langue bretonne (comme langue maternelle, langue étrangère ou langue seconde) ;
- l'enseignement de la civilisation bretonne.

## Histoire

### Avant leXIXesiècle
L’histoire de la langue bretonne commence en 1499, avec le Catholicon, dictionnaire trilingue breton-français-latin et premier livre imprimé en breton.
Le français est connu de longue date en Basse Bretagne, mais le breton reste largement pratiquée jusqu’au début du XXe siècle.
En 1719, l’auteur d’une méthode d’enseignement du français déclare que grâce à son ouvrage, « on pourra extirper tous les patois & les jargons du Royaume[…] la diversité des Langues est souvent la cause de la diversité des sentimens. Les patois & les jargons dans un état produisent à peu près le même effet que la diversité des Langues ; ainsi quand il n’y aura plus qu’une Langue, il y a lieu d’esperer que les esprits &. les cœurs seront unis plus étroitement. ».

### AuXIXesiècle
La connaissance du français progresse à compter du Second Empire.
En 1863, le monolinguisme breton concerne près de 90 % de la population.

### Début duXXesiècle

#### Ar Falz
En 1933 est fondé le groupe Ar Falz, un mouvement d’instituteurs laïcs qui militent pour l’enseignement du breton. Le mouvement s'organise autour de la revue du même nom, fondée par l’instituteur public Yann Sohier la même année. Sohier situe la défense de la langue bretonne dans une perspective révolutionnaire d’émancipation du prolétariat. Ses idées s’inspirent de la politique des minorités des Soviets.

#### Régime de Vichy
Le gouvernement de Vichy va à l’encontre de la campagne « anti-patois » menée par l’école républicaine depuis la Révolution. Jérôme Carcopino encourage les instituteurs par un arrêté du 24 décembre 1941 à « organiser dans les locaux scolaires, en dehors des heures de classe, des cours facultatifs de langues dialectales (occitane, basque, bretonne, flamande, provençale, langue d’oc…), dont la durée ne devra pas excéder une heure et demie par semaine. ».

### Deuxième moitié duXXesiècle
Ar Falz est refondé en 1944-1945 par Armand Keravel, instituteur public et ancien collaborateur de Sohier. La revue était en sommeil depuis l’entrée en guerre de 1939, ce qui lui permet d’échapper aux ordonnances d’épuration de la presse à la Libération.
En 22 décembre 1950, le parlement français vote la loi Deixonne, sur l’enseignement du basque, du breton, du catalan, du provençal et de l’occitan. André Lemercier, directeur de l'école publique de Glomel, organise cours et représentations culturelles en breton.
En 1953 est fondée la fédération culturelle bretonne qui milite pour l'enseignement et la préservation de la langue bretonne, renommée Emgleo Breiz en 1955.
En 1969 est fondée l'association Skol An Emsav qui propose des cours de breton.
En 1977 est créée la première école Diwan avec enseignement de la langue bretonne.
Le 4 octobre 1977, l'État français signe la charte culturelle bretonne, qui engage l’État à verser, chaque année, 4,5 millions de francs afin de soutenir l’enseignement et la diffusion de la langue, culture et patrimoine breton.
En 1979, des parents d'élèves créent l'association DIV YEZH afin de favoriser l’enseignement du breton dans l’école publique.
En 1981, les socialistes sont élus au pouvoir sur un programme prévoyant de favoriser l'enseignement des langues régionales. Quelques efforts timides auront lieu durant les premières tentatives de décentralisation.
En 1982 sont créés des classes bilingues publiques (réseau Div Yezh).
En 1990, Dihun est créée pour l'enseignement du breton dans les écoles catholiques.

### XXIesiècle
D’après le sondage général réalisé en 2007 par l’institut TMO Régions sur un total de 172 000 personnes en Basse Bretagne, 13 % des sondés déclarent être à même de parler très bien ou assez bien le breton.
En 2010, l'Office public de la langue bretonne est fondée.
En 2024, l'Office public de la langue bretonne déploie « Desketa », une plate-forme gratuite permettant d'apprendre la langue bretonne sur internet.
En 2025, l'office public de la langue bretonne compte environ 225 000 locuteurs de plus de deux ans.

## Organismes

### Office publique de la langue bretonne
L'Office publique de la langue bretonne est un établissement public local culturel visant à promouvoir l'apprentissage du breton.

## Par cursus

### Enseignement maternel
Le breton peut être enseigné dans le cadre de l’éveil au plurilinguisme en maternelle.
En mars 2022, 300 écoles (en Bretagne et en Loire-Atlantique) proposent l’enseignement du breton en maternelle.

### Enseignement secondaire
Le Breton est proposé en parcours bilingue et parcours langue facultative.
Au lycée, il est possible de choisir le breton en Langue Vivante B ou en Langue Vivante C de la seconde à la terminale. La langue bretonne peut être présentée au diplôme national du brevet et au baccalauréat.

### Enseignement supérieur
Les formations en breton à destination des enseignants sont déclinées aux niveaux académique et départementaux.

## Évolution du nombre de postes ouverts par année
| Année                     | Année                       | 2018 | 2019 | 2020 | 2021 | 2022 | 2023 | 2024 | 2025, |
| ------------------------- | --------------------------- | ---- | ---- | ---- | ---- | ---- | ---- | ---- | ----- |
| CAPES                     | Externe                     | 2    | 2    | 2    | 2    | 2    | 2    | 2    | 3     |
| CAPES                     | Interne                     | 0    | 0    | 0    | 0    | 0    | 0    | 0    | 0     |
| CAPES                     | Cafep - Capes (externe)     | 2    | 3    | 3    | 2    | 2    | 2    | 2    | 1     |
| Agrégation                | Externe                     | 1    | 0    | 0    | 1    | 0    | 1    | 0    | 0     |
| Agrégation                | Interne                     | 0    | 0    | 0    | 0    | 1    | 0    | 2    | 1     |
| Agrégation                | Caer - Agrégation (interne) | 0    | 0    | 0    | 0    | 0    | 0    | 1    | 1     |
| Total                     | Total                       | 5    | 5    | 5    | 5    | 5    | 5    | 7    | 6     |
| Dont non pourvu           | Dont non pourvu             |      |      |      |      |      |      | 0    |       |
| Total nouveux professeurs | Total nouveux professeurs   |      |      |      |      |      |      | 7    |       |